# اسپیره (سرده)
اسپیره (نام علمی: Spiraea) نام یک سرده از زیرخانواده پیچ‌وشان است.